# ابراهیم‌آباد (آران و بیدگل)
ابراهیم‌آباد روستایی در دهستان سفیددشت بخش مرکزی شهرستان آران و بیدگل استان اصفهان ایران است.

## جمعیت
بر پایه سرشماری عمومی نفوس و مسکن در سال ۱۳۹۵ جمعیت این روستا ۵ نفر (۵خانوار) بوده‌است.